# Irina Ilienkova
Irina Valeryevna Ilienkova (née le 10 avril 1980 à Minsk) est une gymnaste rythmique biélorusse.

## Biographie
Irina Ilienkova remporte aux Jeux olympiques d'été de 2000 à Sydney la médaille d'argent par équipe avec Tatyana Ananko, Tatyana Belan, Anna Glazkova, Mariya Lazuk et Olga Puzhevich.

## Palmarès

### Jeux olympiques
- Sydney 2000
  -  médaille d'argent par équipe.

### Championnats du monde
- Séville 1998
  -  médaille d'or par équipe.